# Tomaszgród (stacja kolejowa)
Tomaszgród (ukr. Томашгород, ros. Томашгород) – stacja kolejowa w miejscowości Tomaszgród, w rejonie sarneńskim, w obwodzie rówieńskim, na Ukrainie. Położona jest na linii Kijów – Korosteń – Sarny – Kowel.
Stacja istniała przed II wojną światową.